# Micreremites tausigna
Micreremites tausigna là một loài bướm đêm trong họ Erebidae.